# Virola urbaniana
Virola urbaniana är en tvåhjärtbladig växtart som beskrevs av Otto Warburg. Virola urbaniana ingår i släktet Virola och familjen Myristicaceae. Inga underarter finns listade i Catalogue of Life.